# Alex Costa
Alex Costa dos Santos (ur. 29 stycznia 1989 w Salvadorze) – brazylijski piłkarz, występujący na pozycji obrońcy lub pomocnika.

## Życiorys
Seniorską karierę rozpoczynał w 2006 roku w Bułgarii w barwach Łokomotiwu Płowdiw. W A PFG zadebiutował 5 sierpnia w wygranym 1:0 spotkaniu z Riłskim Sportistem Samokow, rozgrywając wówczas 90 minut. Ogółem w Łokomotiwie rozegrał sześć ligowych spotkań. Na początku 2007 roku został piłkarzem Fiorentiny. Brazylijczyk nie zadebiutował w pierwszej drużynie, a po zakończeniu sezonu został przesunięty do juniorów. W tej drużynie wystąpił w 43 meczach Primavery, a także uczestniczył w Torneo di Viareggio. W 2009 roku został zawodnikiem belgijskiego drugoligowego KAS Eupen. Rok później awansował z klubem do Eerste klasse. W tej klasie rozgrywkowej zadebiutował 31 lipca w przegranym 1:4 spotkaniu z Anderlechtem. Ogółem wystąpił w 20 meczach Eerste klasse. W sezonie 2011/2012 był zawodnikiem Boussu Dour, dla którego rozegrał dwanaście ligowych spotkań. Następnie grał w klubach brazylijskich: w 2013 roku był piłkarzem Roma Apucarana, a w latach 2014–2015 rozegrał 15 meczów w Campeonato Paranaense dla Operário i FC Cascavel. W 2020 roku był zawodnikiem Rio Branco FC.

## Statystyki ligowe
| Sezon         | Klub              | Liga                  | Mecze | Gole |
| ------------- | ----------------- | --------------------- | ----- | ---- |
| 2006/2007 (j) | Łokomotiw Płowdiw | A PFG                 | 6     | 0    |
| 2006/2007 (w) | ACF Fiorentina    | Serie A               | 0     | 0    |
| 2009/2010     | KAS Eupen         | Tweede klasse         | 26    | 0    |
| 2010/2011     | KAS Eupen         | Eerste klasse         | 20    | 1    |
| 2011/2012     | RBD Borinage      | Tweede klasse         | 12    | 0    |
| 2014          | Operário FEC      | Campeonato Paranaense | 7     | 0    |
| 2015          | FC Cascavel       | Campeonato Paranaense | 8     | 0    |
| 2020          | Rio Branco FC     | Campeonato Acreano    | 1     | 0    |